# Друштво бркатих младића
Друштво бркатих младића је други студијски албум загребачке музичке групе Бркови.